# Poggenhagen (Auetal)
Poggenhagen ist einer der 16 Ortsteile der Gemeinde Auetal im Landkreis Schaumburg in Niedersachsen.

## Geographie
Der Ort liegt einen Kilometer westlich von Rehren an der Bückeburger Aue.

## Geschichte
Poggenhagen wurde im Jahr 1317 in einer Stiftungsurkunde an das Kloster Möllenbeck erstmals urkundlich erwähnt. Am 1. Dezember 1910 hatte der Ort 142 Einwohner und gehörte zum Kreis Rinteln. Am 1. März 1974 wurde Poggenhagen in die Gemeinde Rehren eingegliedert und bereits am 1. April 1974 wurde die neue Gemeinde aufgelöst und der neuen Gemeinde Auetal zugewiesen.